# Gilbert Bischoff
Gilbert Bischoff (nascido em 29 de setembro de 1951) é um ex-ciclista de estrada suíço. Competiu nos Jogos Olímpicos de Verão de 1972 em Munique, onde foi membro da equipe suíça de ciclismo que terminou em oitavo lugar nos 100 km contrarrelógio por equipes.